# كارفينا
كارفينا (بالتشيكية: Karviná)‏ هي مدينة في إقليم مورافيا-سيليزيا في جمهورية التشيك، وهي مركز مقاطعة كارفينا.
يبلغ عدد سكان هذه المدينة 55,985 حسب إحصاء في عام 2015.

## توأمة
لكارفينا اتفاقيات توأمة مع كل من:
- يافورجنو
- ريبنيك
- فوجسواف شلانسكي [الإنجليزية]‏
- يزتشمبية ازدرويي (6 مارس 1995 - )[8]

## أعلام
- راديك ستيبانيك
- بترا نيمتسوفا
- فلاديمير لوكا
- سوزانا ياندوفا
- ماريك فانتشو

## اقرأ أيضاً
- مقاطعة كارفينا